# 1322
| 1322               |
| ------------------ |
| Dødsfald - Fødsler |
|                    |

| Gregoriansk kalender | 1322 MCCCXXII           |
| Ab urbe condita      | 2075                    |
| Armensk kalender     | 771 ԹՎ ՉՀԱ              |
| Kinesiske kalender   | 4018 – 4019 辛酉 – 壬戌 |
| Etiopisk kalender    | 1314 – 1315             |
| Jødisk kalender      | 5082 – 5083             |
| Hindukalendere       |                         |
| - Vikram Samvat      | 1377 – 1378             |
| - Shaka Samvat       | 1244 – 1245             |
| - Kali Yuga          | 4423 – 4424             |
| Iransk kalender      | 700 – 701               |
| Islamisk kalender    | 722 – 723               |

Konge i Danmark: Christoffer 2. 1320-1326

## Begivenheder
- 16. marts – Slaget ved Boroughbridge mellem kong Edvard II af England og oprørske adelsmænd. Slaget ender med kongelig sejer. Thomas af Lancaster bliver fanget efter slaget, og senere henrettet.

## Dødsfald
- 16. marts – Humphrey de Bohun, 4. jarl af Hereford
- 22. marts – Thomas Plantagenet, 2. jarl af Lancaster